# Đàm Tác Quân
Đàm Tác Quân (tiếng Trung: 谭作钧, bính âm: Tán Zuò Jūn, tiếng Latinh: Tan Zuojun), sinh tháng 10 năm 1968, một Người Hán, Chính khách nước Cộng hòa Nhân dân Trung Hoa. Ông hiện là Thường vụ Tỉnh ủy tỉnh Liêu Ninh, Bí thư Thành ủy thành phố Đại Liên, Ủy viên dự khuyết Ủy ban Trung ương Đảng Cộng sản Trung Quốc khóa XIX, chức vụ và quyền lực cấp Phó Bộ trưởng. Ông từng là Phó Thường vụ Tỉnh trưởng Chính phủ Nhân dân tỉnh Liêu Ninh, Trưởng Ban Thư ký Tỉnh ủy tỉnh Liêu Ninh, Chủ nhiệm Ủy ban Kiểm soát Tài sản Chính phủ tỉnh Liêu Ninh, Bí thư Đảng ủy, Chủ tịch Tập đoàn Đóng tàu Nhà nước Trung Quốc.
Đàm Tác Quân gia nhập Đảng Cộng sản Trung Quốc năm 1990, học vị Thạc sĩ Luật pháp, Thạc sĩ Quản lý Công nghiệp – Thương mại.

## Xuất thân và giáo dục
Đàm Tác Quân sinh tháng 10 năm 1968, quê quán tại huyện Trà Lăng, địa cấp thị Chu Châu, tỉnh Hồ Nam.
Ông là một thế hệ của Đàm gia Trà Lăng, ông nội là nguyên lão Đàm Dư Bảo, thành viên Đảng Cộng sản Trung Quốc những thế hệ đầu tiên trong Nội chiến Trung Quốc, nguyên Phó Chủ tịch Hồ Nam (tương ứng hiện là Phó Tỉnh trưởng Chính phủ Nhân dân), Bí thư Ủy ban Kiểm tra Kỷ luật tỉnh Hồ Nam, Phó Bí thư, hàm Bí thư Tỉnh ủy tỉnh Hồ Nam, Thường vụ Trung Nam Cục (Trung Nam Cục gồm Hà Nam, Hồ Bắc, Hồ Nam, Giang Tây, Quảng Đông, Quảng Tây), Bí thư Kiểm Kỷ Trung Nam Cục và là Đại biểu Đại hội đại biểu Nhân dân toàn quốc, Ủy viên Ủy ban Toàn quốc Hội nghị Hiệp thương Chính trị Nhân dân. Ông đã từng cứu sống Hồ Diệu Bang.
Đàm gia thế hệ thứ hai có Đàm Nguyên Cương là Chủ nhiệm Văn phòng Hồ Nam tại Bắc Kinh, Đàm Mục Lan là Cục trưởng Cục Nội chính huyện Trà Lăng, một huyện có hơn 700.000 dân.
Đàm Tác Quân có một khoảng thời gian dài học tập tại Đại học Vũ Hán, lần lượt học tập bậc Đại học chuyên ngành Luật quốc tế, Pháp luật, Quản lý công. Ông nhận bằng Thạc sĩ Luật pháp, Thạc sĩ Quản lý Công nghiệp – Thương mại đều tại Đại học Vũ Hán, Hồ Bắc.

## Sự nghiệp

### Khởi đầu và đóng tàu
Sau khi tốt nghiệp Đại học, Đàm Tác Quân bắt đầu làm việc và khởi đầu là nhân viên tại Xưởng đóng tàu Giang Nam (江南造船 – Jiangnan Shipyard) rồi tiếp theo là Công ty Thương mại Công nghiệp Đóng tàu Trung Quốc (China Shipbuilding Trading Co., Ltd).
Từ năm 1998 – 2000, ông lần lượt là Phó Tổng Giám đốc, Tổng Giám đốc Công ty TNHH Vận chuyển Phi lực Hồng Kông. Từ năm 2000 – 2001, ông chuyển tới Công ty TNHH Vận chuyển Hoa Liên, là Phó Tổng Giám đốc, Tổng Giám đốc.
Từ tháng 01 năm 2001 đến tháng 06 năm 2002, ông chuyển từ Hồng Kông về Thượng Hải, tới Công ty TNHH Bất động sản CSSC (công ty con của Tập đoàn Đóng tàu Nhà nước) giữ chức vụ Tổng Giám đốc. Các công ty ở Hồng Kông và Thượng Hải này đều là doanh nghiệp nhà nước dưới nhiều hình thức khác nhau.
Từ tháng 06 năm 2002 đến tháng 11 năm 2003, ông được điều chuyển tới Tập đoàn Đóng tàu Nhà nước (China State Shipbuilding Corporation – 中国船舶集团有限公司), một doanh nghiệp nhà nước khổng lồ (310.000 nhân viên) công tác, giữ vị trí Trợ lý Tổng Giám đốc kiêm nhiệm Chủ tịch (Đổng Sự trưởng) Công ty TNHH Đóng tàu Thượng Hải Ngoại Kiều (Shanghai Waigaoqiao Shipbuilding Co., Ltd. – 上海外高桥造船), một công ty con khác.
Từ tháng 11 năm 2003 đến tháng 11 năm 2005, ông được thăng cấp thành Phó Tổng Giám đốc Tập đoàn Đóng tàu Nhà nước, Ủy viên Đảng ủy Tập đoàn Đóng tàu kiêm nhiệm Chủ tịch, Bí thư Đảng ủy Công ty TNHH Đóng tàu Thượng Hải Ngoại Kiều.
Từ tháng 11 năm 2005 đến tháng 01 năm 2007, ông tiếp tục công tác ở Tập đoàn Đóng tàu, kiêm nhiệm vị trí Chủ tịch Công ty Khoa học Công nghệ Công nghiệp nặng CSSC Giang Nam rồi chuyển từ Thượng Hải sang cho đến năm 2008.
Từ tháng 07 năm 2008 đến tháng 06 năm 2012, ông trở thành Phó Bí thư Đảng ủy, Tổng Giám đốc Tập đoàn Đóng tàu Nhà nước, trở thành người chỉ huy công tác đóng tàu nhà nước sau hai mươi năm làm việc.

### Công tác Liêu Ninh
Vào tháng 06 năm 2012, ông được điều chuyển lần đầu tiên về khu vực địa phương, công tác ở Liêu Ninh. Ông được Quốc vụ viện bổ nhiệm làm Phó Tỉnh trưởng Chính phủ Nhân dân tỉnh Liêu Ninh, hàm Phó Tỉnh – Phó Bộ, công tác giai đoạn 2012 – 2015.
Vào tháng 01 năm 2015, ông được bầu nhiệm vào Thường vụ Tỉnh ủy, tăng cấp vị trí quyền lực ở Liêu Ninh, giữ vị trí Trưởng Ban Thư ký Tỉnh ủy Liêu Ninh, một trong 13 người lãnh đạo tỉnh Liêu Ninh, nơi có 25 triệu người. Lúc này ông 47 tuổi, là lãnh đạo trẻ nhất ở Liêu Ninh.
Từ tháng 01 năm 2016 đến tháng 04 năm 2016, ông là Thường vụ Tỉnh ủy, Trưởng Ban Thư ký Tỉnh ủy, Phó Tỉnh trưởng Thường trực tỉnh Liêu Ninh. Ông thôi chức Trưởng Ban Thư ký và chuyển hẳn về vị trí Phó Tỉnh trưởng Thường trực vào tháng 04 năm 2016 cho đến tháng 11. Từ tháng 11 năm 2016 đến tháng 02 năm 2017, ông kiêm nhiệm chức vụ Chủ nhiệm Ủy ban Kiểm soát tài sản Chính phủ tỉnh Liêu Ninh.

### Đại Liên
Vào tháng 02 năm 2017, Đàm Tác Quân được điều chuyển tới Đại Liên, một trong 15 Thành phố phó tỉnh toàn quốc giữ chức vụ Bí thư Thành ủy thành phố, lãnh đạo Đại Liên tối cao. Tại Liêu Ninh, Bí thư Đại Liên kiêm nhiệm Thường vụ Tỉnh ủy, một trong 13 người lãnh đạo tỉnh, ông tiếp tục giữ hàm Phó Tỉnh – Phó Bộ, tương đương Thứ trưởng.
Vào tháng 10 năm 2017, ông được bầu làm Ủy viên dự khuyết Ủy ban Trung ương Đảng Cộng sản Trung Quốc khóa XIX tại Đại hội Đảng Cộng sản Trung Quốc lần thứ 19.
Tính đến năm 2019, Đại Liên có bảy triệu dân, GDP đạt 130 tỷ USD, bình quân 20.000 USD/người, tốc độ tiệm cận 5%.

## Đánh giá
| “                                               | Đàm Tác Quân sinh trưởng trong gia đình gia giáo Đàm gia Hồ Nam với ông nội là nguyên lão Đàm Dư Bảo, công tác nhiều năm xa nhà. Ông giữ chức Bí thư Đại Liên, Ủy viên dự khuyết Trung ương từ năm 2017, 49 tuổi, có triển vọng để tiếp tục phát triển những năm tới. | ” |
| — Vũ Nguyên, Tác phẩm Chính trị Trung Hoa 2020. | |   |